# Changtan Shuiku (reservoar i Kina, Zhejiang)
Changtan Shuiku (kinesiska: 长潭水库) är en reservoar i Kina. Den ligger i provinsen Zhejiang, i den östra delen av landet, omkring 200 kilometer söder om provinshuvudstaden Hangzhou. Changtan Shuiku ligger 31 meter över havet. Arean är 23,3 kvadratkilometer. I omgivningarna runt Changtan Shuiku växer i huvudsak blandskog. Den sträcker sig 13,6 kilometer i nord-sydlig riktning, och 5,0 kilometer i öst-västlig riktning.
Genomsnittlig årsnederbörd är 2 144 millimeter. Den regnigaste månaden är augusti, med i genomsnitt 395 mm nederbörd, och den torraste är januari, med 73 mm nederbörd.